# دالگاهاکله
دالگاهاکله (به لاتین: Dalgahakele) یک منطقهٔ مسکونی در سری‌لانکا است که در استان جنوبی (سری‌لانکا) واقع شده‌است.